# Ariaferma
Ariaferma és una pel·lícula italiana del 2021 dirigit per Leonardo Di Costanzo. El primer tràiler de la pel·lícula es va difondre el 31 d'agost de 2021. Després d'haver estat presentada fora de concurs a la Mostra de Venècia, la pel·lícula es va distribuir a les sales de cinema italianes a partir del 14 d'octubre de 2021. L'1 d'abril de 2022 es va estrenar el doblatge i la versió original subtitulada en català.

## Argument
Una dotzena de detinguts d'una antiga presó del segle xix, en una zona inhòspita d'Itàlia, esperen ser traslladats a nous centres. Diversos problemes burocràtics han fet aturar aquest operatiu i les regles cada cop semblen tenir menys sentit, els protocols es relaxen i s'entreveuen noves formes de relació entre les persones que hi queden.